# Shakti (hindouisme)
Pour les articles homonymes, voir Shakti.

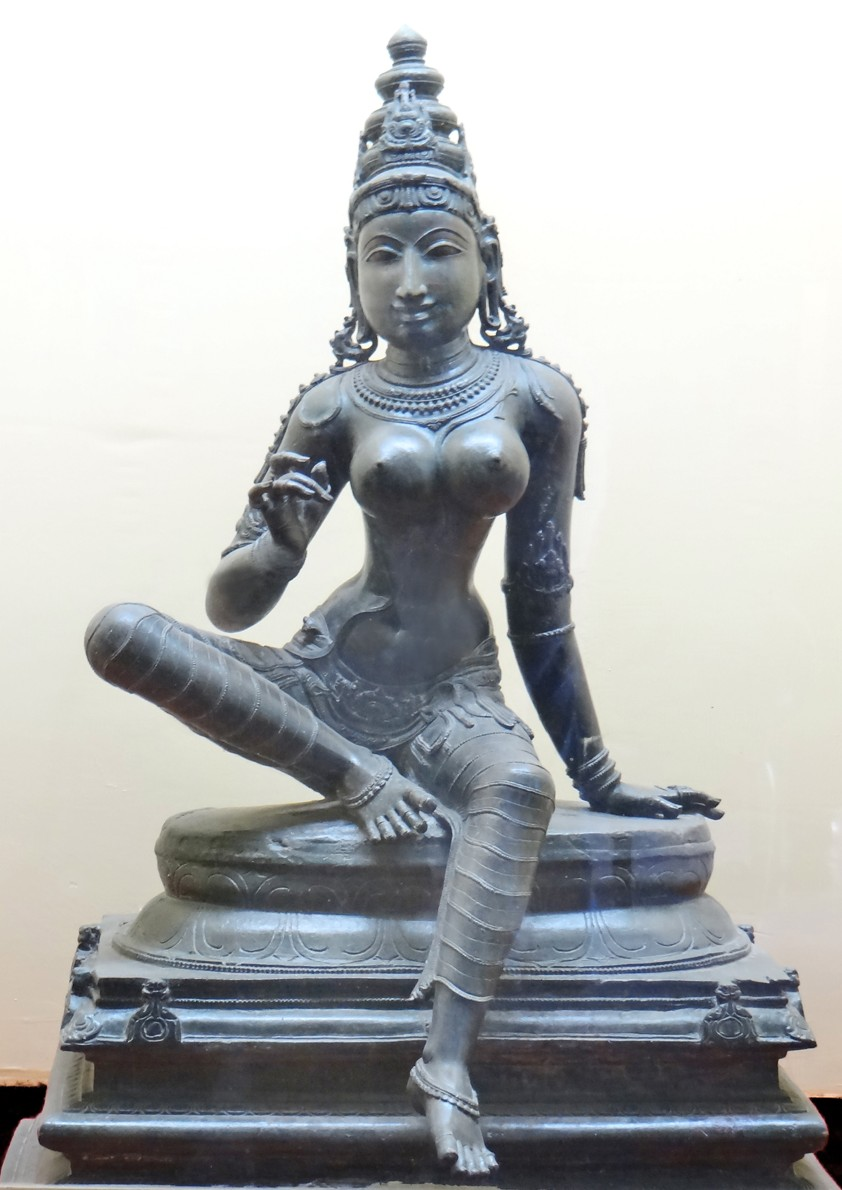
Boga Shakti est le symbole de la mère universelle dans la tradition Chola. Statue en bronze du.

Shakti (sanskrit IAST : śakti ; devanāgarī : शक्ति ;  pali : satti ; tibétain : yum, nus-ma) est un terme qui signifie « pouvoir », « puissance », « force ». Dans l'hindouisme, ce mot désigne l'énergie féminine, le principe actif et extériorisé d'une divinité masculine. On peut citer notamment : Pārvatī, Durgā, Lakṣmī, Kālī, Sarasvatī. Shakti est aussi le nom d'une déesse qui est l'épouse d'Indra, dieu d'un paradis-univers (loka) chez les hindous ; elle est souvent associée dans les temps contemporains à Shiva, l'énergie masculine.
Le shaktisme est un courant tantrique de l'Inde dont les premières mentions littéraires remontent au VIIIe siècle. Les fidèles sont des shaktas (śākta) qui peuvent être répartis selon la voie qu'ils suivent : la voie de la main droite (dakṣiṇācāra), orthodoxe, ou la voie de la main gauche (vāmācāra), transgressive. Ils adorent généralement Devī, Kālī ou Durgā.
Dans le tantrisme, la shakti est identifiée à la Kuṇḍalinī, déesse-serpent existant dans le corps de chaque être humain à la base du sacrum, et dont l'éveil prélude à la délivrance, moksha, par son union à Shiva à la pointe du crâne. Dans ce contexte, certaines upaniṣad la décrivent comme parèdre de Shiva. Pour certains chakras elle est l'énergie féminine manifestée, complétée par la puissance masculine de Shiva.
Dans le bouddhisme tantrique, la shakti est la parèdre d'un bouddha, souvent représentée avec lui en union du lotus (yab-yum).

## Puissance divine féminine dans l'hindouisme
Shakti est un concept d'une divinité représentant la puissance féminine créatrice,. Elle représente la Mère divine et la puissance de la fécondité. Par extension, la shakti désigne l'énergie dynamique féminine, ou principe actif, des divinités du panthéon indien, le principe mâle devenant passif dans son rôle de semence ou d'essence. Ceci est à mettre en corrélation avec la dualité Puruṣa/Prakriti de la philosophie du Sāṃkhya.
Ainsi, dans l'hindouisme, le mot shakti revêt les sens suivants :
1. puissance, force, énergie ;
2. pouvoir divin, force consciente du Divin ;
3. manifestation d'un pouvoir de la Conscience et de la Force suprêmes (selon shrî Aurobindo) ;
4. la Mère divine, source de tout pouvoir ;
5. Parèdre et Puissance de manifestation et d'action d'un Dieu particulier, représentée comme une Déesse[6].

C'est la fusion totale des deux entités, masculine et féminine, fusion physique, mentale et spirituelle, qui permet l'accès à l'énergie suprême, à la conscience et à la sérénité.
La représentation en deux entités distinctes de Shiva et de Parvati, qui semblent au non-initié être simplement une scène charnelle n'est en fait que la représentation de la fusion des principes masculin et féminin, qui seuls donnent accès à la conscience et à l'énergie suprêmes.